# Aedes hoogstraali
Aedes hoogstraali är en tvåvingeart som beskrevs av Knight och Rozeboom 1946. Aedes hoogstraali ingår i släktet Aedes och familjen stickmyggor.
Artens utbredningsområde är Filippinerna. Inga underarter finns listade i Catalogue of Life.